# Johann Friedrich Dieffenbacher
Johann Friedrich Dieffenbacher (* 16. September 1801, Calmbach (Bad Wildbad); † 16. April 1882 in Ulm) war ein deutscher Kirchenmusiker und Chorleiter. Seit 1830 wirkte er für rund 50 Jahre als Musikdirektor am Ulmer Münster.
Dieffenbacher wurde 1830 zum Nachfolger des im Vorjahr verstorbenen Samuel Gottlob Auberlen als Musikdirektor am Ulmer Münster gewählt. Neben seiner Tätigkeit als Dirigent und Organist am Ulmer Münster wirkte er auch als Gesangslehrer am Königlichen Gymnasium und der Töchterschule in Ulm. 1850 dirigierte er das erste große Fest des neugegründeten Schwäbischen Sängerbundes in Ulm (Requiem von Mozart). 1877 verlieh ihm der württembergische König die Goldene Civilverdienstmedaille. Noch 1881 leitete er ein Münsterkonzert anlässlich des 25-jährigen Jubiläums der großen Orgel.